# おばたけ遺跡

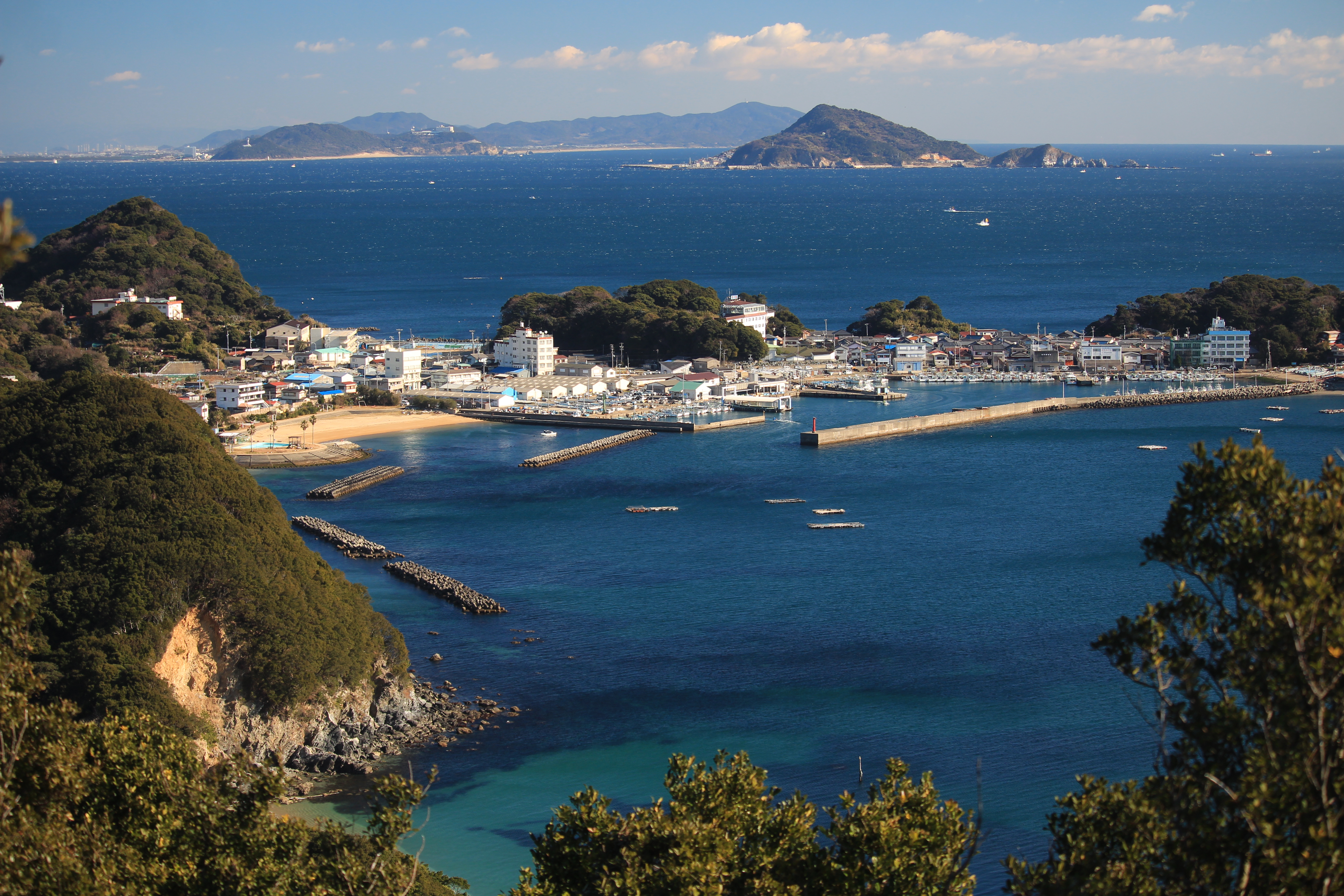
おばたけ遺跡の所在する答志島和具集落。

おばたけ遺跡（おばたけいせき）は、三重県鳥羽市答志町字大畑（答志島和具集落）にある縄文時代から中世にかけての複合遺跡である。古代志摩国の官衙（国府または郡衙）に関連する遺跡と推定されている。

## 発掘調査
- 第1次 - 1970年（昭和45年）実施
- 第2次 - 1970年（昭和45年）実施
- 第3次 - 1970年（昭和45年）実施
- 第4次 - 1971年（昭和46年）実施
- 第5次 - 2004年（平成16年）5月実施の緊急発掘調査。奈良時代の遺構、円面硯等の遺物が出土

## 各時代の遺構
- 縄文時代
- 弥生時代
- 古墳時代
- 奈良時代

第5次発掘調査の結果、集落の存在が明らかになり、カマドを据え付けた竪穴建物や倉庫とみられる掘立柱建物跡などの遺構が検出された。また須恵器円面硯や、多量の貝殻が捨てられた土坑の存在などから、当遺跡は、平城京出土木簡に見える「志摩国答志郡和具郷」の地域にあたり、答志郡衙または志摩国府に直接関連する海産物加工施設があった場所ではないかと推定されている。